# Una volta ancora
Una volta ancora è un singolo del rapper italiano Fred De Palma, in collaborazione con la cantante spagnola Ana Mena, pubblicato il 7 giugno 2019 come terzo estratto dal quinto album in studio Uebe.

## Descrizione
Il brano, che è stato scritto insieme a Tropico e alla cantautrice Federica Abbate, vede la partecipazione della cantante spagnola Ana Mena.
Un remake del brano è stato utilizzato nella pubblicità di Febal Casa nel 2019-2020.

## Video musicale
Il video musicale, girato da Mauro Russo, è stato reso disponibile tramite il canale della Warner Music Italy il 17 giugno 2019. Le riprese sono state effettuate in Salento, a Torre Castiglione, in particolare nella riserva naturale salina dei monaci tra Spicchiarica e Torre Colimena.
Successivamente, ne è uscita anche una versione in lingua spagnola dal titolo Se iluminaba, inclusa nel secondo album di Ana Mena Bellodrama.

## Tracce
Testi di Fred De Palma e Davide Petrella, musiche di Davide Petrella, Federica Abbate, Gianluca Ciccorelli e Takagi & Ketra.
Download digitale
1. Una volta ancora (feat. Ana Mena) – 2:54

Download digitale
1. Se iluminaba (feat. Ana Mena) – 2:54

## Successo commerciale
In Italia è stato il 58º singolo più trasmesso dalle radio nel 2019, nonché il più venduto di tutto l'anno. Per entrambi gli artisti si tratta del primo numero uno alla FIMI.

## Classifiche

### Classifiche settimanali
| Classifica (2019-21) | Posizione massima |
| -------------------- | ----------------- |
| Italia               | 1                 |
| Spagna               | 6                 |
| Svizzera             | 61                |

### Classifiche di fine anno
| Classifica (2019) | Posizione |
| ----------------- | --------- |
| Italia            | 1         |
| Classifica (2020) | Posizione |
| Italia            | 26        |
| Spagna            | 2         |